# André Ceccarelli
André Ceccarelli, (Nizza, 1946. január 5. –) francia dzsesszdobos.

## Pályafutása
Apjától megtanult meg dobolni. Tizenötévesen a Hotel Royal Nice Promenade des Anglais szalonjaiban kezdett játszani, ahol hétvégenként teadélutánokon zenélt. Felfigyelt rá egy hölgy. Bemutatták a a hölgy testvéreinek, és kérésükre részt vett a francia Les Chats Sauvages rockzenekar próbáin. Ott éppan új dobost kerestek, és a tizenhatéves Ceccarellit fel is vették 1962 májusában. Hosszú karrierje ekkor indult el.
Majdnem két év, több turné és sok felvétel után 1964 januárjában távozott a zenekarbból, hogy újra a Casino Sporting Club Monaco együttes dobosaként dolgozzon. Számos előadóművészsel játszott, köztük Claude François-val. Mindig is szeretett volna együtt játszani a dzsessz korabeli nagyjaival, és azt megtehette, amikor aktív stúdiózenész lett.
Az 1960-as évek végétől együttműködött Ivan Jullien hangszerelővel és trombitásossal, akivel felvették a „Synthesis” (1978) című albumot is. Ezenkívül részt vesz a rövid életű Troc csoportban (1972) Jannick Toppal és Alex Ligertwooddal, Két fúziós stílusú albumuk jelent meg.
1974-ben Jean-Claude Naude zenekarában játszott, és dolgozott velük az „A New Kind of Band” című albumon.
1979-ben az Egyesült Államokban Bunny Brunel és Chick Corea mellett dobolt. majd 1987-ben ismerkedett meg Dee Dee Bridgewaterrel, akivel aztán a hosszan együttműködött.
1976 óta zenekarvezető, és saját triójával kiadta az „Avenue Des Diables Blues” című albumot (2005).
Dolgozott Aretha Franklinnel, Tina Turnerrel, Dee Dee Bridgewaterrel, Stinggel, Enrico Rava-val, Kenny Wheelerrel, Niels-Henning Ørsted Pedersennel, Jean-Luc Pontyval, Stéphane Grappellivel, John McLaughlinnal, és másokkal.

## Zenekarvezető
- 1976: Rythmes
- 1978: Ceccarelli
- 1981: André Ceccarelli
- 1990: André Ceccarelli
- 1990: Dansez sur Moi
- 1992: Hat Snatche
- 1994: 3 around the 4
- 1995: From the Heart
- 1997: West Side Story
- 1999: 61:32:00
- 2004: Carte Blanche
- 2005: Avenue des Diables Blues
- 2006: Golden Land
- 2006: Sweet People
- 2013: Ultimo

## Fordítás
Ez a szócikk részben vagy egészben  az   André Ceccarelli című angol Wikipédia-szócikk ezen változatának fordításán alapul.  Az eredeti cikk szerkesztőit annak laptörténete sorolja fel. Ez a jelzés csupán a megfogalmazás eredetét és a szerzői jogokat jelzi, nem szolgál a cikkben szereplő információk forrásmegjelöléseként.